# Walther Rathenau
Walther Rathenau (* 29. September 1867 in Berlin; † 24. Juni 1922 ebenda) war ein deutscher Industrieller, Schriftsteller und liberaler Politiker (DDP). Während des Ersten Weltkrieges beteiligte er sich an der Organisation der Kriegswirtschaft und setzte sich für einen „Siegfrieden“ ein. Nach dem Krieg kam er schließlich zur linksliberalen DDP und wurde im Februar 1922 Reichsaußenminister. Zahlreiche publizistische Angriffe gegen ihn warfen ihm vor, dass er sich an der „Erfüllungspolitik“ beteilige: Die Zusammenarbeit mit den Siegermächten liefere Deutschland an diese aus. Rathenau wurde im Juni 1922 von Rechtsradikalen ermordet, was für die Regierung der Anlass war, ein Gesetz zum Schutz der Republik auf den Weg zu bringen.
Rathenau war ein jüdischer Deutscher, der nationalistisch dachte und zahlreiche größere und kleinere Schriften zum Nationalstaat, zur gelenkten Wirtschaft, zum Krieg und zur Revolution veröffentlichte.

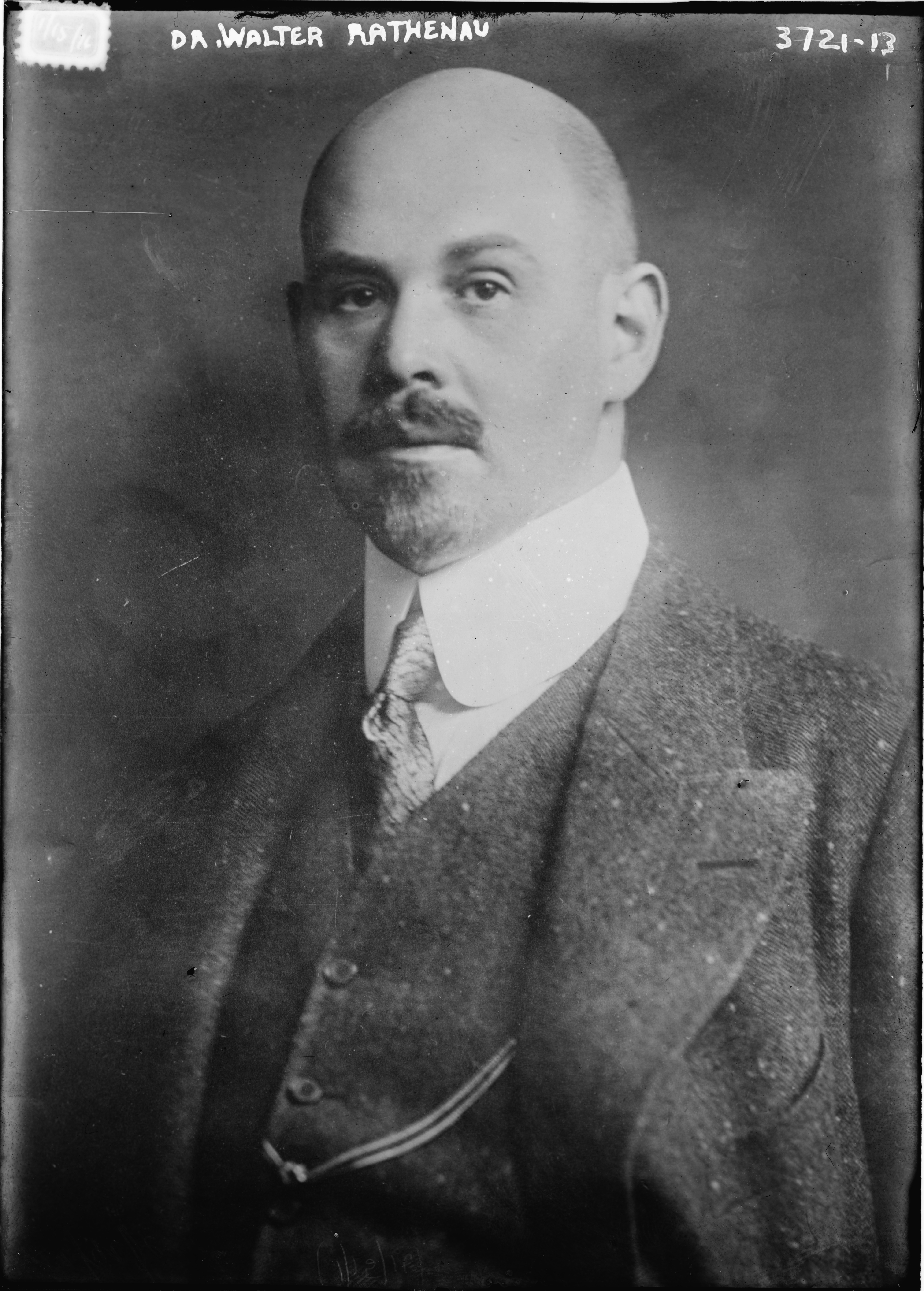
Walther Rathenau

## Leben

### Kindheit und Jugend

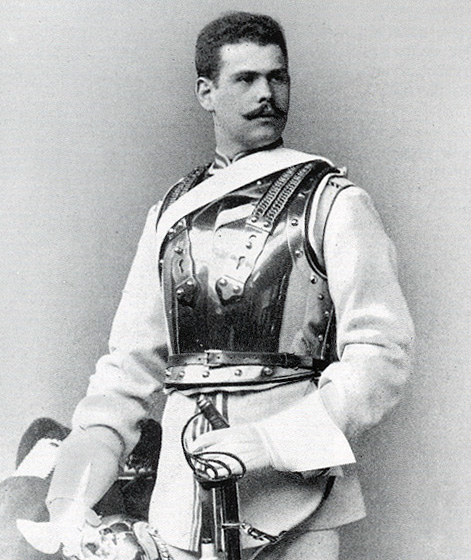
Rathenau im Jahr 1891 als Vizewachtmeister im Garde-Kürassier-Regiment

Walther Rathenau wurde als ältester Sohn des Industriellen Emil Rathenau, des späteren Gründers der Allgemeinen Elektricitäts-Gesellschaft (AEG), und seiner Ehefrau Mathilde (geborene Nachmann) in Berlin geboren. Er wuchs dort zusammen mit seinen jüngeren Geschwistern Erich (1871–1903) und Edith (1883–1952) auf und besuchte das Königliche Wilhelms-Gymnasium. Von 1886 bis 1889 studierte er in Straßburg und Berlin Physik, Philosophie und Chemie bis zur Promotion (Die Absorption des Lichts in Metallen). 1889/90 studierte er Maschinenbau an der Technischen Hochschule München.
Von Oktober 1890 bis zum September 1891 diente Rathenau als Einjährig-Freiwilliger beim preußischen Garde-Kürassier-Regiment. Der Wunsch, in dem exklusiven Regiment, dessen Offizierskorps fast ausnahmslos aus Aristokraten bestand, Reserveoffizier zu werden, scheiterte. Zwar wurde er, wie auch bei anderen Reserveoffizier-Anwärtern üblich, nach einigen Monaten zum Vizewachtmeister befördert, aufgrund seines Judentums jedoch nicht zur Reserveoffizier-Aspiranten-Prüfung zugelassen. Er lehnte es ab, eine Beförderung zum Offizier mit einem Übertritt zum Christentum zu erkaufen.
Aufgrund des herrschenden Antisemitismus wurden Juden u. a. nicht zur Offiziersprüfung zugelassen oder von den Offizieren ihres Regiments nicht kooptiert. In Preußen gelang zwischen 1885 und 1914 keinem einzigen jüdischen Anwärter der Aufstieg zum Reserveoffizier. Den meisten ungetauften Juden blieb bis zum Ende des Deutschen Kaiserreichs eine Karriere im höheren Staatsdienst, in der Justiz oder an den Universitäten verschlossen.
Damit erlitt Rathenau das gleiche Schicksal wie viele andere seiner jüdischen Zeitgenossen. Die Beförderung zum Reserveleutnant war ihnen verweigert worden, wie beispielsweise auch dem Chemiker Fritz Haber zwei Jahre zuvor, dessen spätere Arbeiten zur Salpeter- und Munitionsherstellung Rathenau noch loben sollte. Haber konvertierte wenig später zum Protestantismus.
Rückblickend schrieb Rathenau über seine Jugendzeit:

„In den Jugendjahren eines jeden deutschen Juden gibt es einen schmerzlichen Augenblick, an den er sich zeitlebens erinnert: wenn ihm zum ersten Male voll bewußt wird, daß er als Bürger zweiter Klasse in die Welt getreten ist und keine Tüchtigkeit und kein Verdienst ihn aus dieser Lage befreien kann.“

Die traumatisch erlebte Kluft zwischen Zugehörigkeit zur Elite und gleichzeitiger Diskriminierung begleitete ihn und bestimmte sein Handeln und Denken sein Leben lang.

Seine Biographin Shulamit Volkov schreibt: 

„Sein Leben kann […] auch so gesehen werden, dass es die Quintessenz der deutsch-jüdischen Geschichte enthält, nämlich den Versuch, die jüdische und die deutsche Identität miteinander in Einklang zu bringen, ohne sich je in der einen oder in der anderen zu Hause zu fühlen.“

### Industrieller

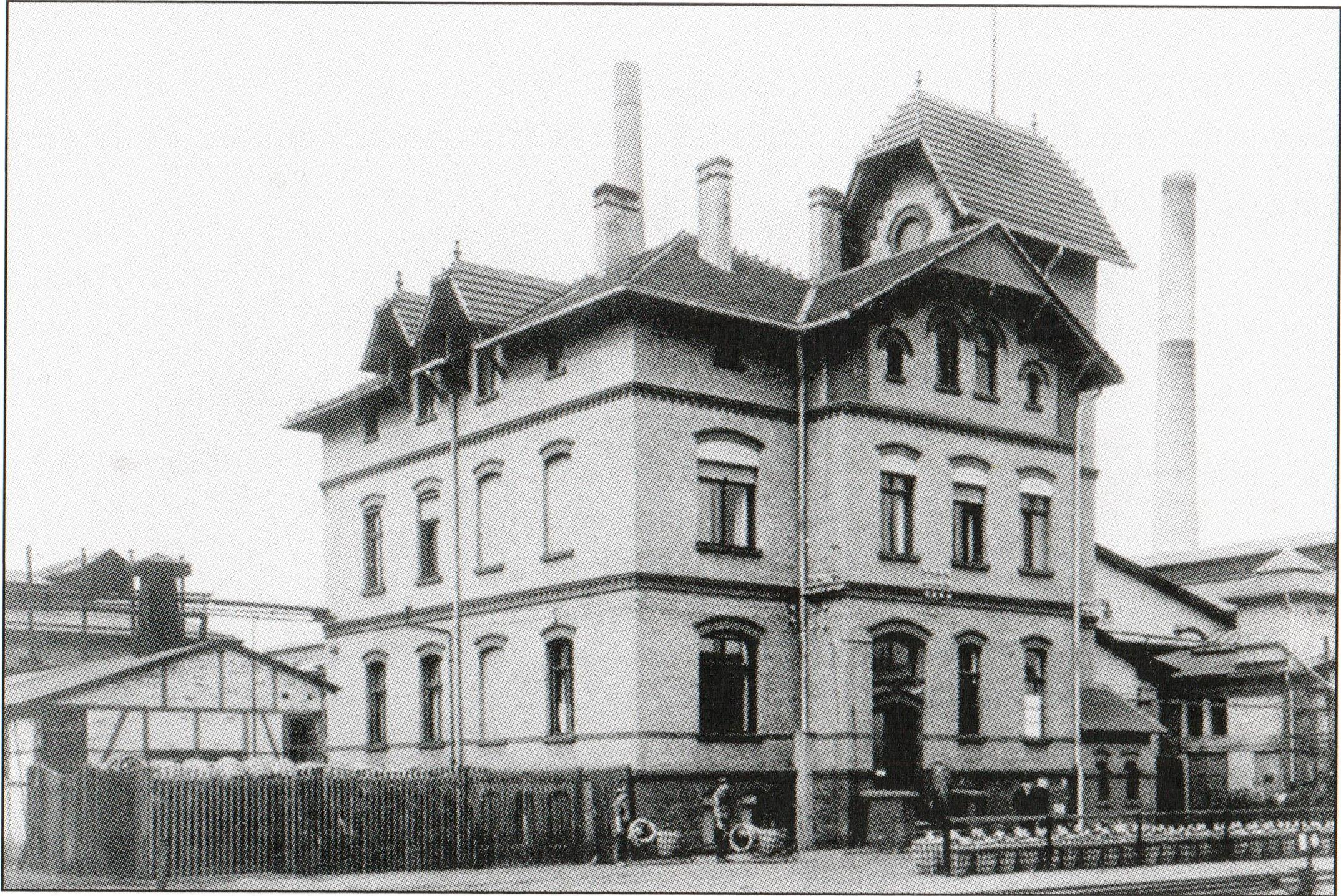
Haus Rathenau, Wohn- und Arbeitsstätte von Walther Rathenau in Bitterfeld von 1893 bis 1907

Nach gescheiterten Versuchen, dem Berufsbereich des Vaters durch die Hinwendung zur Kunst oder einer Offiziers- und Diplomatenkarriere zu entgehen, fügte sich Rathenau und ging Anfang Januar 1892 zur Aluminium-Industrie-Aktien-Gesellschaft (AIAG) nach Neuhausen in der Schweiz, um praktische Erfahrungen auf dem Gebiet der technischen Elektrochemie zu sammeln. In seiner zweijährigen Tätigkeit als technischer Beamter entwickelte er in Neuhausen gemeinsam mit Martin Kiliani (1858–1895) ein Verfahren und eine Diaphragma-Elektrolysezelle zur Herstellung von Natronlauge und Chlor aus Kochsalz. Mit seinen damit gewonnenen Erkenntnissen und nach einer Studienreise durch das mitteldeutsche Braunkohlengebiet schlug Walther Rathenau Anfang 1893 seinem Vater vor, eine industrielle Großanlage zur Herstellung von Waschsoda in Bitterfeld zu errichten. Es sei kostengünstiger, wenig Salz zur Kohle als viel Kohle zum Salz zu transportieren. Daraufhin gründete die AEG am 28. Juni 1893 die Tochtergesellschaft „Elektrochemische Werke Berlin G.m.b.H.“ (ECW) und erwarb in der Nähe des Dorfes Greppin bei Bitterfeld ein Grundstück für den Bau einer Elektrolyse-Fabrik. Die Fabrik war das erste Industrieunternehmen, das für eine elektrochemische Produktion Braunkohle unmittelbar vor Ort nutzte. Damit wurde Walther Rathenau zum Begründer der Mitteldeutschen Chemieregion. Als alleiniger Geschäftsführer der Firma übernahm Walther Rathenau den Aufbau der Fabrik in Bitterfeld und den der 1896 gegründeten Firma „Elektrochemische Werke Rheinfelden G.m.b.H.“ in Rheinfelden. Walther Rathenau sah seine Aufgabe vor allem darin, die noch unvollkommene Elektrochemie zu einer Technik der industriellen Massenproduktion weiterzuentwickeln. Entsprechend dieser Strategie erweiterte sich das Produktionsprogramm in Bitterfeld kontinuierlich. Der Ätzkaliherstellung folgten die Chlorkalk- (1895), die Natrium- (1896), die Magnesium- (1897), die Calcium- (1898), die Oxalsäure- (1898), die Chrom- (1898), die Ferrosilicium-Produktion (1900) und die Herstellung synthetischer Edelsteine (1906). Für die Herstellung von Acetylen/Ethin als Ausgangsstoff für das Gasglühlicht wurde Calciumcarbid benötigt, das nur in geringen Mengen vorhanden war. Für die industrielle Herstellung von Calciumcarbid entwickelte Walther Rathenau einen speziellen elektrischen Schmelzofen, in dem im Lichtbogen Branntkalk (CaO) und Koks zu Calciumcarbid umgesetzt wurden. Die ECW war im Frühjahr 1895 der erste deutsche Hersteller, der mit dem sogenannten Rathenau-Ofen Calciumcarbid im großtechnischen Betrieb herstellte. Durch Lizenzvergabe des Rathenau'schen Elektrolyse-Verfahrens wurden unter Leitung von Walther Rathenau weitere Elektrolyse-Werke in Polen (Ząbkowice) und in Frankreich (Bozel) gebaut, und in Norwegen (Sarpsborg), Finnland (Imatra) und Österreich (Matrei) wurden Karbid-Fabriken nach dem Rathenau-Verfahren errichtet. Seinen Wohnsitz verlegte Walther Rathenau 1899 von Bitterfeld nach Berlin, mit der Leitung der Elektrolyse-Werke in Bitterfeld und Rheinfelden beauftragte er die beiden Direktoren Fritz Rothe (1867–1958) und Arnold Wiens (1862–1950). 1907 schied Walther Rathenau aus dem Vorstand der ECW aus.
Um 1894 wurde er Mitglied des Vereins Deutscher Ingenieure (VDI) und des Berliner Bezirksvereins des VDI. Seit 1899 war er in leitenden Positionen für die AEG tätig, zunächst im Vorstand, 1902–1907 als Geschäftsinhaber in der nahestehenden Berliner Handels-Gesellschaft (BHG), seit 1904 vom Aufsichtsrat der AEG aus, dessen Vorsitzender er 1912 wurde. Zugleich vereinigte er seit 1904 nach und nach mehr als 80 Aufsichtsratsposten auf sich. Seine führende Stellung in der deutschen Wirtschaft wurde auch durch seine Aufnahme in die Gesellschaft der Freunde deutlich. In der kritischen Rezessionszeit der deutschen Elektroindustrie setzte er sich erfolgreich für Konkurrenzverminderung durch Kartelle, Syndikate und Fusionen ein. Die erfolgreich von ihm betriebene Kartellpolitik ließ ihn ab 1914 als den geeigneten Mann für die Organisation der deutschen Kriegsrohstoffversorgung erscheinen. Er wurde engster Berater seines Vaters, aber dessen Nachfolger wurde 1915 Felix Deutsch, während Rathenau Sondervollmachten und den Titel „Präsident der AEG“ erhielt.

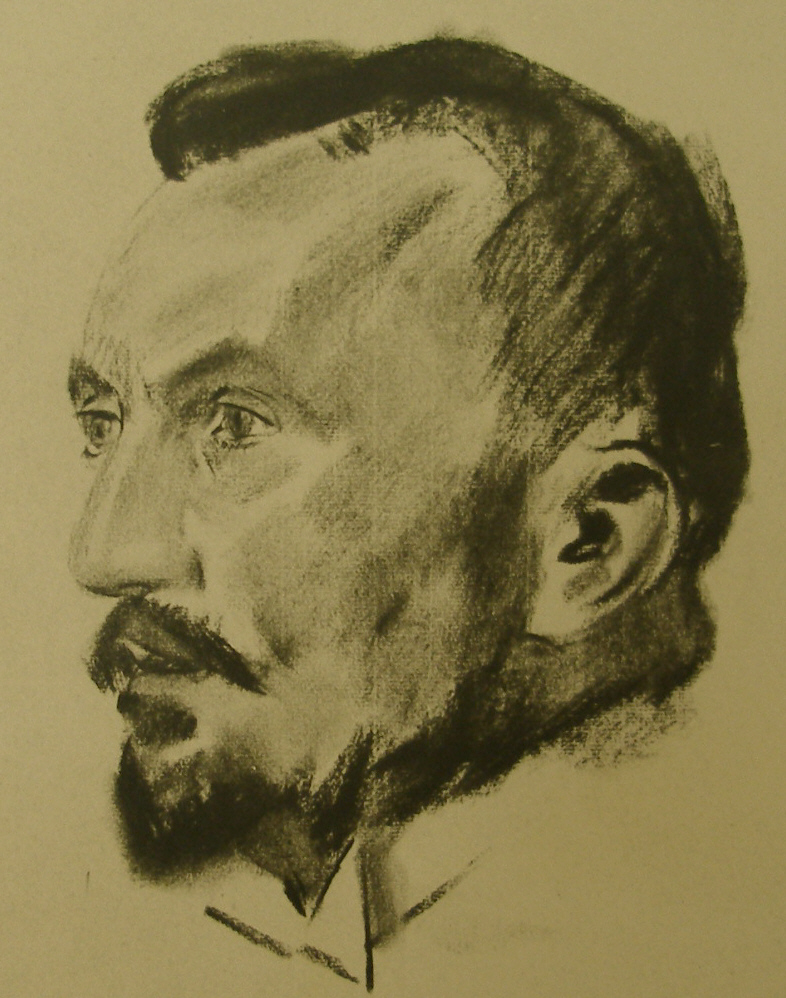
Porträt Rathenaus von Hermann Burte, um 1912

Da die AEG stark an der deutschen Rüstungsproduktion im Ersten Weltkrieg beteiligt war, war Rathenau als ihr Aufsichtsratsvorsitzender auch in die Kriegsplanungen der Reichsregierung eingebunden. Am 16. September 1916 nahm er an einer Konferenz im preußischen Kriegsministerium teil, auf der Carl Duisberg und andere führende Industrielle angesichts des kriegsbedingten Arbeitskräftemangels die Deportation belgischer Zivilisten zur Zwangsarbeit nach Deutschland forderten. Rathenau unterstützte ihre Forderung in einem Brief an den OHL-General Erich Ludendorff, in dem er sich für scharfe Maßnahmen gegen die belgische Zivilbevölkerung aussprach. Die Deportationen wurden dann tatsächlich durchgeführt. Der Publizist Maximilian Harden, der sich mit seinem langjährigen Freund Walther Rathenau bereits 1913 zerstritten hatte, griff diesen später aufgrund seiner Verwicklung in die Deportationen scharf an. In Belgien wurde sogar überlegt, Rathenaus Auslieferung zu verlangen.

### Schriftsteller
Die ausgedehnte berufliche Tätigkeit bildete nur einen Teil von Rathenaus Aktivitäten. Während er praktisch zur Fortführung des väterlichen Großunternehmens beitrug, wollte er theoretisch als Schriftsteller die moderne Welt des Kapitalismus und Materialismus kulturkritisch durchdringen und verbessern. Hier förderte ihn Maximilian Harden, in dessen Wochenzeitschrift Die Zukunft seine ersten Aufsätze erschienen, als erster 1897 Höre, Israel!, eine Polemik gegen nicht assimilierte Juden. Politisch und ästhetisch gehörte Rathenau zur Opposition gegen den herrschenden Wilhelminismus. Durch die Freundschaft mit Gerhart Hauptmann kam er in den Autorenkreis des S. Fischer Verlags und veröffentlichte hier 1912 und 1913 seine Bücher Zur Kritik der Zeit und Zur Mechanik des Geistes, in denen er die moderne „Mechanisierung der Welt“ beklagte und seine neuidealistische Weltanschauung vom „Reich der Seele“ darlegte. Politisch setzte er sich für eine stärkere Beteiligung des liberalen, industriell tätigen Bürgertums an der Außenpolitik ein und suchte selbst, durch Mitwirkung in der Kolonialpolitik, Einfluss zu gewinnen. Neben anderen Kontakten in die völkische Szene war Rathenau von 1913 bis zu seinem Tod mit dem rechtskonservativen Publizisten Wilhelm Schwaner befreundet, in dessen Zeitschrift Der Volkserzieher in dieser Zeit einige Aufsätze Rathenaus abgedruckt wurden, was zu erheblichem Unmut in nationalistischen Kreisen führte.

### Inspektionsreisen nach Afrika im Auftrag des Reiches

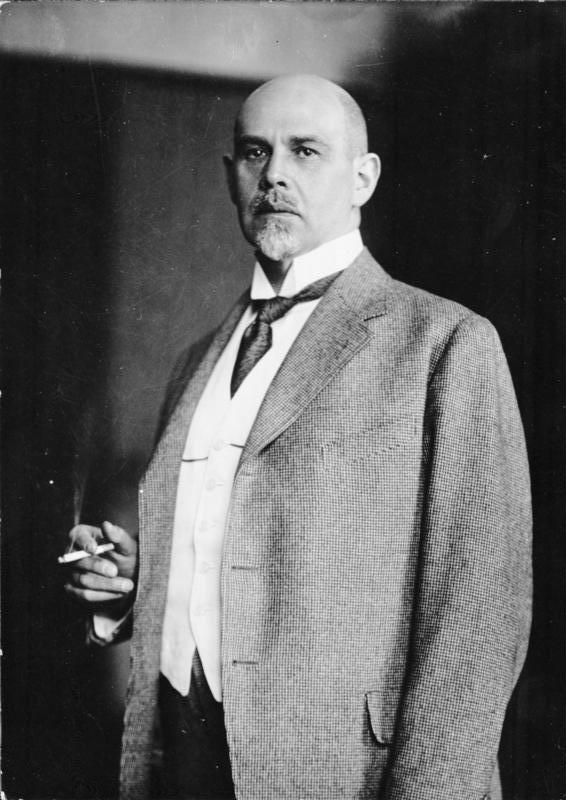
Walther Rathenau, 1921

In Folge des Herero-Aufstands im Januar 1904 begleitete Rathenau am 13. Oktober 1907 den für die Kolonialpolitik zuständigen Bernhard Dernburg auf eine 17-tägige Inspektionsreise nach Ostafrika.
Zwar blieben die Details des Massenmords in Afrika der deutschen Öffentlichkeit verborgen und im Parlament äußerte sich einzig August Bebel dazu, aber allein die Niederschlagung des Aufstandes hatte das Reich 400 Millionen Mark gekostet. Der einflussreiche Journalist Maximilian Harden redete somit von Inkompetenz und Lotterwirtschaft in den deutschen Kolonien und viele Großindustrielle teilten seine Einschätzung. Daher gelang es Kanzler Bernhard von Bülow, 1906 den Bankier Bernhard Dernburg als Leiter des Kolonialamts durchzusetzen.
Für den Finanzmann Dernburg standen wirtschaftliche Interessen in der Kolonialpolitik im Vordergrund und er war zu dem Ergebnis gekommen, dass diese für Berlin ein Verlustgeschäft waren. Er brach daher die Monopolverträge deutscher Unternehmen zugunsten von Freihandel auf und bat seinen Freund Rathenau, ihn als Wirtschaftsexperte nach Afrika zu begleiten. Rathenau unternahm die aufwändige und teure Reise im Auftrag des Staates auf eigene Kosten. Weitere Teilnehmer waren der Landschaftsmaler Fritz Wildhagen, mehrere Journalisten, der Eisenbahnexperte Franz Baltzer, ein Kanzleisekretär und zwei Diener.
Die Reise war beschwerlich, aber die afrikanische Landschaft, die Wildtiere und auch die einheimische Bevölkerung beeindruckten Rathenau stark. Von der Führung der Kolonien hatte er einen schlechten Eindruck. Er missbilligte den Umgang deutscher Siedler mit den Einheimischen („widerliches Treiben der Abenteurer“) und bescheinigte Siedlern und Verwaltung fehlende Führungsqualitäten. Dernburg und er kamen auch zu einer realistischen Einschätzung der Belastungen durch Klima und Krankheiten und warnten in Folge davor, weitere Siedler nach Ostafrika zu schicken, die den Gegebenheiten dort nicht gewachsen seien.
Als Fazit der Reise kamen beide zu dem Ergebnis, dass die dortigen Menschen das wertvollste Produkt des Landes seien und beklagten die zahlreichen Krankheiten, die die einheimische Bevölkerung belasten. Es würden zwar vereinzelt Rohstoffe gefunden, doch Rathenau sah in ihrer Exploration wenig wirtschaftlichen Sinn. Die Zentralregierung solle sich um die Optimierung der Produktionsmethoden, der Infrastruktur und der Verwaltung durch speziell geschulte Kräfte kümmern und den Handel fördern. „Bei diesen Erwägungen muss dauernd vor Augen stehen, dass wirtschaftliche Ziele mit wirtschaftlichen Methoden zu erreichen sind: bei aller Förderung und Fürsorge für die eingeborene Bevölkerung muss dieser Grundsatz, ungetrübt von sentimentaler Gefühlspolitik, der leitende bleiben.“
Rathenau brach ein halbes Jahr später im Mai 1908 ein zweites Mal mit Dernburg nach Afrika auf. Diesmal fuhr er zunächst nach London, um sich dort mit Bankern und Politikern über die Kolonialpolitik auszutauschen. Er kam zu der Einsicht, dass auch für die Engländer das Kolonialgeschäft mittlerweile mit Verlusten verbunden war. Er traf den Premierminister Südafrikas Leander Starr Jameson, der ihm die überraschende Ansicht eröffnete, man solle den Schwarzen erlauben, sich selbst zu verwalten und ihnen parlamentarische Rechte zugestehen. Er hörte auch von niedrigen Produktionsraten in der südafrikanischen Landwirtschaft, Vertrauensverlust unter den Schwarzen und einer steigenden Angst der weißen Minderheit vor der wachsenden schwarzen Mehrheit.
Am 16. Mai schiffte er sich nach Kapstadt ein und bereiste das britische Südafrika. Die Reisegesellschaft beschloss spontan, von Kapstadt über den Landweg nach Deutsch-Südwest zu fahren. Er besichtigte Diamantenminen, Straußenfarmen und zahlreiche Industriebetriebe und war bei deutschen und englischen Gouverneuren und Industriellen zu Gast. Die Reise dauerte vier Monate.
Sein Bericht an den Kaiser war deprimierend und kam der Politik ungelegen. Er konstatierte, es gebe keinen zivilisatorischen Fortschritt in den (deutschen wie englischen) Kolonien. Die gewaltsamen Bemühungen der Kolonisatoren würden stets in Sklaverei und Vernichtung enden. Wirtschaftlich stünden Erträge in keinem Verhältnis zu den Investitionen. Die deutschen Kolonien seien ohnehin wertlos, weil nur ein geringer Teil des Landes kultivierbar und die wenigen Rohstoffe zu teuer zu verschiffen waren. Europäische Landkäufe führten zu wirtschaftlichen Notlagen, da verantwortungslose Häuptlinge mit dem Erlös der Verkäufe nicht umgehen könnten, mit der Folge von Aufständen der Bevölkerung. Die militärischen Interventionen seien unvorbereitet und daher mit hohen Verlusten verbunden, sie untergrüben weiterhin das Vertrauen der Bevölkerung und richteten damit wirtschaftlichen Schaden an. Das Massensterben der vertriebenen Hererofamilien in der Wüste bezeichnete er als „größte Atrozität, die jemals durch deutsche Waffenpolitik hervorgerufen wurde.“ Nach britischem Vorbild plädierte er für die Einrichtung von Reservaten. Auch die Lage der weißen Herren erschien ihm nicht beneidenswert; sogar in Berlin werde der ungewöhnlich hohe Alkoholkonsum in den Kolonien mit Besorgnis wahrgenommen; besorgniserregend sei auch die Kriminalstatistik. Abschließend konstatierte er, dass der unnötige Krieg mit den Hereros auf deutscher Seite 2000 Opfer gefordert habe, unter den Einheimischen ganze Völker vernichtet und ihre gesamten Viehbestände getötet habe, das Reich 400 Millionen Mark gekostet habe, dazu kämen nochmals 100 Millionen an Investitionen, „so dass auf den Kopf eines jeden dort lebenden Weißen nahezu 80 000 Mark Reichsmittel entfallen“.

### Politiker
Zu Beginn des Ersten Weltkriegs machte Rathenau früh auf die unzureichende wirtschaftliche Vorbereitung des Reiches aufmerksam und empfahl die rasche Errichtung eines „Rohmaterialamtes“ zur zentralen Bewirtschaftung kriegswichtiger Rohstoffe. Kriegsminister Erich von Falkenhayn richtete daraufhin im preußischen Kriegsministerium die Kriegsrohstoffabteilung ein, um die Verteilung der kriegswichtigen Rohstoffe zu organisieren und hierbei eine staatliche Beaufsichtigung der deutschen Industrie durch Kriegswirtschaftsgesellschaften einzuführen. Die Leitung übernahm der Initiator Rathenau von August 1914 bis März 1915. Wahrscheinlich verhinderte er damit eine schwere Materialkrise in Deutschland, sah selbst darin aber auch Ansätze für neue gemeinwirtschaftliche Formen. Es gelang ihm, die durch die britische Blockade sofort spürbaren Defizite bei kriegswichtigen Rohstoffen zumindest einzudämmen.
Über diese Zukunftsziele äußerte Rathenau sich 1917 in seinem bedeutendsten Buch Von kommenden Dingen. Wirtschaftliche Rationalisierung und Verfassungsreformen hielt er für wichtig; aber noch notwendiger erschien ihm eine Bewusstseinsveränderung. Ein zweiter Interessenpunkt Rathenaus an der Leitung der Kriegsrohstoffabteilung war die vergebliche Hoffnung einer weiterführenden Berufung zum Staatssekretär im Reichsschatzamt. Auch aus Enttäuschung zog er sich daher nach acht Monaten wieder aus der Kriegsrohstoffabteilung zurück und konzentrierte sich bis zum Ende des Krieges auf die Organisation der Rüstungsfabrikation der AEG und Planungen zur Rückumstellung auf die Friedensproduktion. Hatte Rathenau dem Krieg 1914 noch kritisch gegenübergestanden, wandelte er sich während seiner Arbeit für das Kriegsministerium immer mehr zum „Falken“. So sprach er sich für die Bombardierung Londons mit Zeppelinen und die Deportation belgischer Zivilisten zur Zwangsarbeit nach Deutschland aus.
Rathenau, der die Methoden des Wiener Kongresses für überlebt hielt, weil „Länderteilungen hinfällig geworden“ seien, wollte eine mitteleuropäische Zollunion, die Deutschlands Sieg und Dominanz in Europa bedeuten würde. Die Leitung des mitteleuropäischen Wirtschaftsverbandes war einer zwischenstaatlichen Organisation zugedacht, „in der Deutschland eine stärkere Stellung beanspruchen könnte, als Preußen sie im Bundesrat einnimmt“. Er propagierte die Idee der Wiederbelebung des Frankenreiches, die von der Bevölkerung angeblich besser begriffen würde als ein Programm weitreichender direkter Annexionen. Über den Frieden von Brest-Litowsk urteilte er hingegen, Deutschland würde durch diesen Frieden „in einem Abgrund von Feindschaft und Konflikten leben“.
1918 kritisierte Rathenau sogar den Waffenstillstand und plädierte für die Fortführung des Krieges, um die späteren Verhandlungen aus einer besseren Position heraus führen zu können. Trotz seiner harten Haltung im Krieg wurde er später zur Zielscheibe von antisemitisch motivierten Angriffen durch Anhänger der Dolchstoßlegende.
Wegen seiner widerspruchsvollen politischen Haltung von vielen Seiten angefeindet, hatte Rathenau nach dem Krieg zunächst Mühe, für eine neue Politik tätig zu werden. Als Wirtschaftssachverständiger und Mitglied und Mitbegründer der Deutschen Demokratischen Partei (DDP) arbeitete er 1920 in der Sozialisierungskommission und nahm an der Konferenz von Spa teil. Wegen seines entspannungsfördernden Verhandlungsgeschicks und seines internationalen Ansehens wurde er im Mai 1921 Wiederaufbauminister im Kabinett des Reichskanzlers Joseph Wirth und schloss im Oktober mit Frankreich das Wiesbadener Abkommen über privatwirtschaftliche deutsche Sachlieferungen an französische Kriegsgeschädigte. Ende Oktober trat Rathenau zurück, war aber in London und der Konferenz von Cannes weiterhin für die Regierung tätig.
Am 31. Januar 1922 wurde Rathenau zum Außenminister im Kabinett Wirth II ernannt, um Deutschland bei der Weltwirtschaftskonferenz von Genua zu vertreten. Hier gelangen ihm keine Fortschritte in der Reparationsfrage, aber er fand sich unter Bedenken bereit, am 16. April 1922 mit Sowjetrussland in Rapallo einen bilateralen Sondervertrag abzuschließen, um Deutschland außenpolitisch mehr Handlungsfreiheit zu verschaffen. Dieser Schritt wurde gerade von deutschnationaler Seite begrüßt; dennoch verübte die rechtsextremistische Organisation Consul (O. C.) später ein Attentat auf Rathenau.
Schon 1916 schrieb Rathenau über die Anfeindungen gegen ihn an Wilhelm Schwaner:

„[Den] Menschen, die einen Teil ihres Lebens auf Haß gestellt haben, denen ist dieser Haß ein Bedürfnis und eine Existenzbedingung, die kann man ihnen nicht nehmen. Warum sucht denn jemand sein Glück in der Verfolgung seines Nächsten? Weil es ihn tröstet und erhebt, sich über andere zu stellen. Glückliche Menschen sind das nicht.“

### Ermordung

#### Attentat und Fahndung

Vorwärts-Ausgabe zur Ermordung Walther Rathenaus

Am Morgen des 24. Juni 1922, einem Samstag, wollte Rathenau ins Auswärtige Amt in der Wilhelmstraße, um bei einer Prüfung von Konsularsanwärtern zugegen zu sein. Am Abend zuvor hatte er noch bis in die frühen Morgenstunden bei einem Essen mit dem amerikanischen Botschafter Alanson Houghton und Hugo Stinnes den deutschen Standpunkt in der Reparationsfrage erläutert und eine Abkehr von seiner bisherigen „Erfüllungspolitik“ erkennen lassen. Wohl auch deshalb hatte er sich verspätet und war erst um 10:45 Uhr in den Fond seines offenen NAG-Cabriolets gestiegen. Obwohl es im Vorfeld immer wieder konkrete Attentatswarnungen gegeben hatte, fuhr Rathenau ohne Polizeischutz. Auf dem Weg von seiner Villa in der Koenigsallee 65 in Berlin-Grunewald bemerkten weder er noch sein Chauffeur, dass sie von einem Wagen verfolgt wurden. Kurz vor der Kreuzung Erdener-/Wallotstraße (Lage), als Rathenaus Chauffeur angesichts der folgenden S-Kurve abbremsen musste, überholte der verfolgende Wagen, ein offener Mercedes-Tourenwagen, den der 20-jährige Student Ernst Werner Techow steuerte. Im Fond saßen der 23-jährige Student Erwin Kern und der 26-jährige Maschinenbauingenieur Hermann Fischer. Während Kern mit einer Maschinenpistole MP18 auf Rathenau feuerte, warf Fischer eine Handgranate in den Wagen. Der von fünf Schüssen getroffene Rathenau starb binnen weniger Minuten. Den Attentätern gelang die Flucht durch die Wallotstraße und anschließend die Herbertstraße.

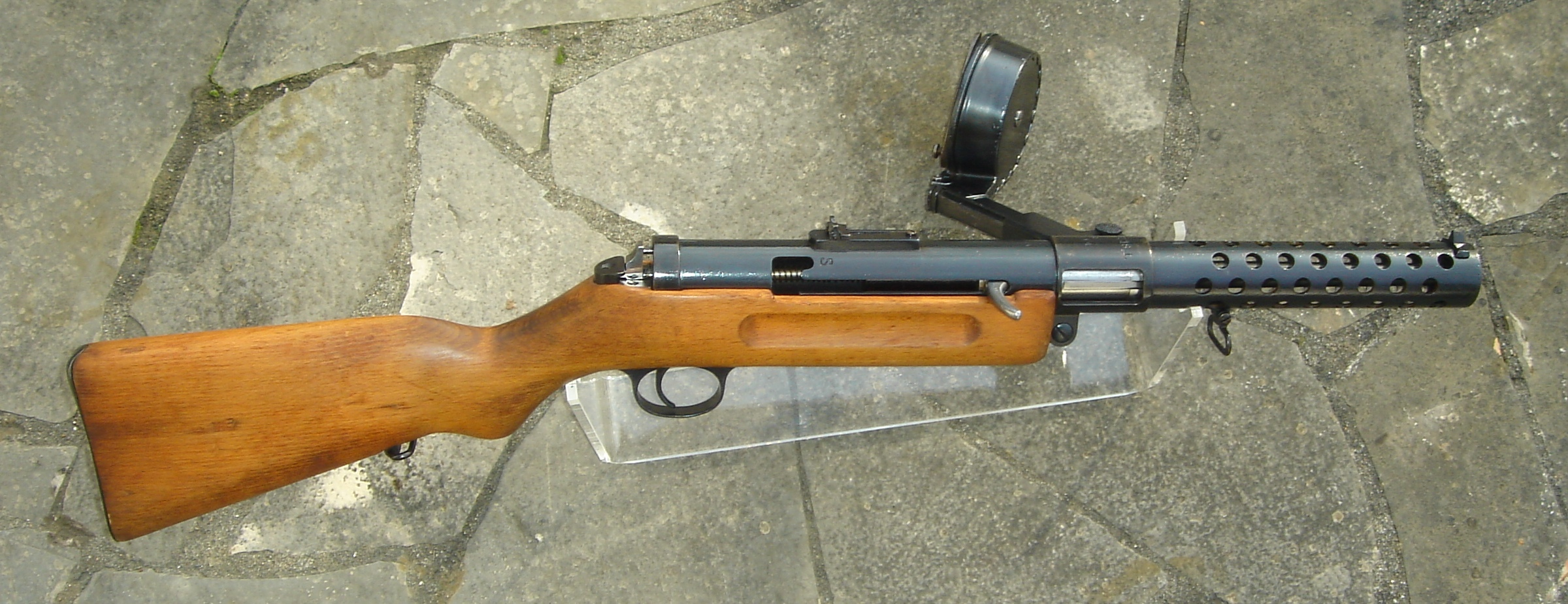
Maschinenpistole vom gleichen Typ Bergmann MP18/1 wie die Tatwaffe

Die Polizei stellte schnell einen Zusammenhang mit vorangegangenen Attentaten auf Matthias Erzberger und Philipp Scheidemann her, und noch am Tag der Ermordung Rathenaus ordnete der Kasseler Oberstaatsanwalt die Festnahme von Funktionären der Organisation Consul (O.C.), darunter Karl Tillessen, Hartmut Plaas und Friedrich Wilhelm Heinz, an. Tatsächlich waren die Attentäter allesamt Mitglieder dieser Organisation. Am 26. Juni wurde der Student Willi Günther verhaftet, der an der Vorbereitung der Tat beteiligt gewesen war und sich öffentlich der Mittäterschaft gerühmt hatte. Nach Günthers rückhaltlosem Geständnis wurden weitere Tatbeteiligte verhaftet, darunter Hans Gerd Techow, ein Bruder des Fahrers Ernst Werner Techow, der am 29. Juni verhaftet wurde. Nach Fischer und Kern begann eine intensive Suche. Sie wurden schließlich nach Zeugenhinweisen am Morgen des 17. Juli von zwei Kriminalbeamten auf der Burg Saaleck gestellt, wo sie beim Burgbesitzer, dem O.C.-Mitglied Hans Wilhelm Stein, Unterschlupf gefunden hatten. Während der Konfrontation gab einer der Beamten fünf ungezielte Schüsse auf ein Turmfenster ab, von denen einer Kern tödlich am Kopf verwundete. Fischer erschoss sich daraufhin selbst.

#### Verfahren gegen die Täter
Vom 3. bis zum 14. Oktober 1922 wurde vor dem neu gebildeten Staatsgerichtshof zum Schutze der Republik gegen 13 Personen verhandelt. Neben drei Berufsrichtern mit Senatspräsident Alfred Hagens als Vorsitzendem wurden nach den Bestimmungen des Gesetzes zum Schutze der Republik sechs Laienrichter bestellt, darunter Hermann Müller für die SPD, Hermann Jäckel für die USPD und Gustav Hartmann für die DDP. Durch diese Besetzung sollte eine Rechtsprechung im republikanischen Geist gewährleistet werden. Oberreichsanwalt Ludwig Ebermayer klagte unter anderem Ernst Werner Techow des Mordes, Hans Werner Techow und Ernst von Salomon, der bei den Attentatsvorbereitungen als Verbindungsmann fungiert und Fahrtstrecke und Wohnhaus Rathenaus ausgespäht hatte, der Beihilfe zum Mord sowie Karl Tillessen und Hartmut Plaas der Nichtanzeige eines geplanten Verbrechens an. Die Anklageschrift klammerte dabei den gesamten Komplex O.C. vollständig aus und beschränkte sich auf die Rekonstruktion der Tat. Auch die Angeklagten bemühten sich während der Verhandlung, jeden Bezug zur O.C. zu vermeiden.
Das Verfahren endete mit zehn Verurteilungen und vergleichsweise drastischen Strafen. Am meisten Aufsehen erregte jedoch, dass Ernst Werner Techow der Todesstrafe entging und wegen Beihilfe zum Mord zu 15 Jahren Zuchthaus verurteilt wurde. Dennoch erhielten Ernst von Salomon mit fünf Jahren Zuchthaus sowie Tillesen und Plaas mit drei bzw. zwei Jahren Gefängnis Strafen, die sich gemessen am jeweils angeklagten Vergehen im oberen Strafrahmen bewegten. Das tatsächliche Maß der jeweiligen Tatbeteiligung wurde dabei indes nicht aufgedeckt. Ebermayer hatte in seinem Schlussplädoyer zwar selbst vermutet, dass insbesondere Tillessen einer der Hauptorganisatoren des Anschlags gewesen sein müsse, konnte es jedoch nicht beweisen. Das Gericht ließ in seiner Urteilsbegründung offen, ob hinter dem Mordanschlag ein organisiertes Komplott gesteckt hatte. Vielmehr führte es das Verbrechen auf die Wirkung antisemitischer Hetzparolen zurück, um den Mord als isolierte Tat junger unreifer Fanatiker darzustellen. Zweifellos waren viele Offiziere der Marine-Brigade Ehrhardt „von tiefem Hass auf den Juden und Erfüllungsgehilfen Rathenau erfüllt“. Kern, Fischer und Techow waren überdies Mitglieder des Deutsch-Völkischen Schutz- und Trutzbundes. Dennoch verwahrten sich Salomon und die Brüder Techow dagegen, dass ihnen judenfeindliche Tatmotive zugeschrieben würden.
Ein zweiter Rathenaumordprozess wurde im Juni 1925 gegen zwei Tatbeteiligte geführt, die man erst später hatte fassen können. Der eine, Johannes Küchenmeister, hatte seinen Wagen für die Tat zur Verfügung gestellt, der andere, Günther Brandt, den Wagen von Dresden nach Berlin überführt und an Fischer und Kern übergeben. Auch in diesem Verfahren wurden die Hintergründe nicht aufgeklärt. Vom Vorwurf der Beihilfe zum Mord freigesprochen, erhielt nur Brandt vier Jahre Gefängnis für die Nichtanzeige eines Verbrechens.

#### Motive der Verschwörer

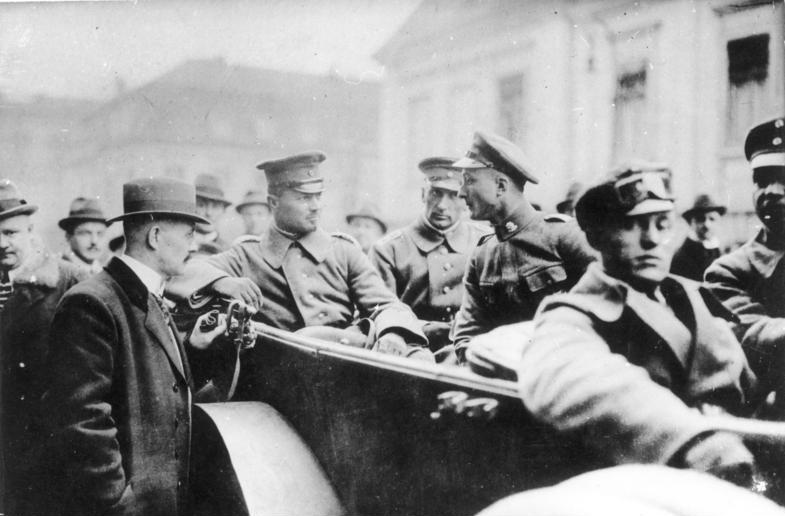
Kapitän Hermann Ehrhardt (links, im Auto sitzend) während des Kapp-Putsches in Berlin, März 1920

Der Historiker Martin Sabrow kommt bei seiner Rekonstruktion zu dem Schluss, dass hinter der Ermordung Walther Rathenaus tatsächlich ein Komplott der O.C. steckte. Für ihn steht außer Zweifel, dass Hermann Ehrhardt als Chef des Geheimbundes die Ermordung Rathenaus persönlich anordnete, wenngleich die Münchner Zentrale alles daran setzte, dass ihre Verbindung zu den Attentätern nicht ruchbar wurde. Rathenaus Ermordung sei Teil einer terroristischen Eskalationsstrategie gewesen, um einen Bürgerkrieg zu entfesseln. Der Tod Rathenaus, der nach Ansicht der Attentäter „alle Fäden in der Hand“ hatte, würde, so ihre Erwartung, den Sturz der gesamten Regierung nach sich ziehen und die Linksradikalen zu Aktionen veranlassen. Ehrhardt, der in Bayern ausgezeichnete Beziehungen zur rechtsgerichteten Regierung und den Behörden unterhielt, hoffte, in diesem Fall mit seinen Leuten als Ordnungsmacht zur Hilfe gerufen zu werden und eine von ihm abhängige Regierung oder Militärdiktatur errichten zu können. Offenbar waren zu diesem Zweck auch noch weitere Anschläge auf führende Politiker der Weimarer Republik geplant.

Titelblatt einer antisemitischen Hetzschrift Alfred Roths

Nach 1945 wurde das Schlagwort von Rathenau als dem „Ersten Opfer des ‚Dritten Reiches‘“ populär. Dies bezieht sich einerseits auf die Vielzahl antisemitischer Anfeindungen, die Rathenau zeit seines Lebens über sich ergehen lassen musste. In völkischen und nationalistischen Kreisen galt Rathenau spätestens nach seiner Ernennung zum Außenminister als „Kandidat des Auslandes“ und Befehlsempfänger der Weisen von Zion. Der DNVP-Abgeordnete Wilhelm Henning hatte in der Konservativen Monatsschrift anlässlich des Vertragsschlusses von Rapallo geschrieben: „Kaum hat der internationale Jude Rathenau die deutsche Ehre in seinen Fingern, so ist davon nicht mehr die Rede. […] Sie aber, Herr Rathenau, und Ihre Hinterleute, werden vom deutschen Volk zur Rechenschaft gezogen werden.“
Auf der anderen Seite arbeitete Adolf Hitler beim Aufbau seiner Bewegung bereits früh mit Ehrhardts Organisation zusammen. Die Nationalsozialisten solidarisierten sich noch während der Weimarer Republik mit den Attentätern und veranstalteten am 17. Juli 1933 eine Feier am Grab Kerns und Fischers in Saaleck. In Anwesenheit Ehrhardts, Heinrich Himmlers und Ernst Röhms wurde eine Gedenkplatte am Burgturm angebracht und Mitglieder der thüringischen Staatsregierung legten Kränze nieder. Im Oktober 1933 wurde auch noch ein neues Grabmal auf Kosten des Reiches eingeweiht. Allerdings weist Martin Sabrow darauf hin, dass die Mörder Rathenaus keine faschistische Nationalrevolution, sondern eine monarchistische Gegenrevolution auslösen wollten und Rathenau daher ebenso sehr ein erstes Opfer des Dritten wie ein letztes Opfer des Zweiten Reiches, des Deutschen Kaiserreiches, gewesen sei.

### Unmittelbare Folgen des Mordes und Nachleben

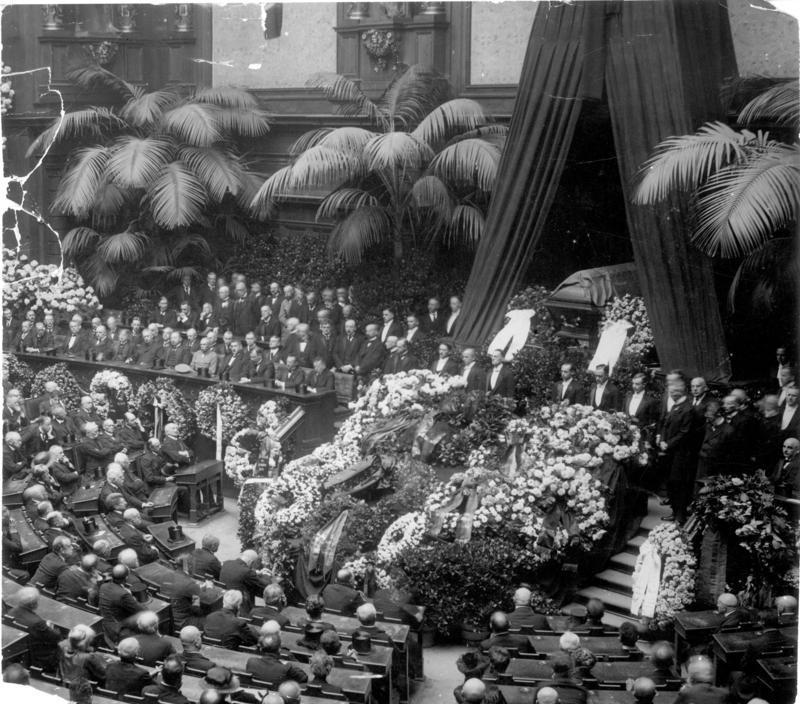
Staatsakt für Walther Rathenau im Reichstag am 27. Juni 1922

Die politischen Reaktionen auf das Attentat waren enorm. Als die Todesnachricht im Reichstag bekannt wurde, kam es zu Tumulten. Vor allem der deutschnationale Abgeordnete Karl Helfferich, der tags zuvor noch Rathenaus Erfüllungspolitik scharf angegriffen hatte, wurde mit „Mörder, Mörder“-Rufen bedrängt. Harry Graf Kessler verfolgte das Geschehen von der Tribüne aus und hielt in seinem Tagebuch fest, dass es Reichstagspräsident Paul Löbe erst nach etwa zwanzig Minuten gelang, die Ruhe im Saal wiederherzustellen, um seinen Nachruf auf den Ermordeten zu halten. Nach ihm sprach Reichskanzler Joseph Wirth vom Zentrum, so Kessler, „neben dem leeren, umflorten Stuhl von Rathenau, vor dem auf dem Tisch ein Strauß weißer Rosen lag. Wirths Rede, die energisch, aber maßvoll war und scharfe Maßregeln gegen die Mörderbanden und ihre Helfershelfer ankündigte, wurde wiederholt von tosendem Beifall auf der Linken und bei den Demokraten und Zentrum unterbrochen. […] Einmal erhob sich das halbe Haus und rief donnernd dreimal: ‚Es lebe die Republik!‘ Die Rechte hörte wie das übrige Haus die Rede Wirths stehend an.“
In der Sondersitzung des Reichstages einen Tag danach ergriff Wirth erneut das Wort zu einer Aufsehen erregenden Rede, in der er ausrief:

„Da steht (nach rechts) der Feind, der sein Gift in die Wunden eines Volkes träufelt. – Da steht der Feind – und darüber ist kein Zweifel: dieser Feind steht rechts! (Stürmischer langanhaltender Beifall und Händeklatschen in der Mitte und links und auf sämtlichen Tribünen. – Große langandauernde Bewegung.)“

Wirth zitierte damit eine Formel der Sozialdemokraten, Der Feind steht rechts, die Philipp Scheidemann in einer Rede vor der Weimarer Nationalversammlung am 7. Oktober 1919 geprägt und nach dem Attentat auf sein Leben wiederholt hatte und die auch Otto Wels verwendet hatte, als er am 30. März 1920 im Reichstag zum Kapp-Putsch sprach. Wirth wurde wegen seiner Kritik am rechten politischen Lager in der eigenen Partei, die sich als Partei der politischen Mitte verstand, scharf kritisiert. Historiker wie Hagen Schulze und Hans Mommsen zollen der Rede Respekt, halten sie aber für politisch unklug, weil die pauschale Kritik gemäßigte Kreise und damit mögliche Koalitionspartner wie die DVP vor den Kopf gestoßen habe. Wirth selbst verteidigte sich, er habe ganz konkret auf im Reichstag sitzende Politiker vor allem der DNVP gewiesen, welche die Mordatmosphäre geschürt hätten.

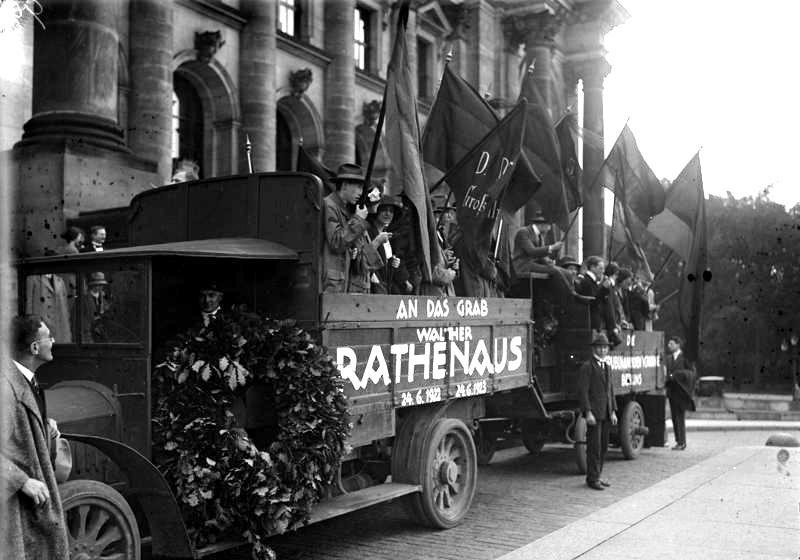
Gedenkfeier für Walther Rathenau, Juni 1923

Millionen Deutsche demonstrierten in Protestkundgebungen und Trauerzügen gegen den konterrevolutionären Terror, aber der Bürgerkrieg, auf den die Terroristen gesetzt hatten, blieb aus. Während der Beerdigung Rathenaus am 27. Juni 1922 legten die Mitarbeiter aller Verkehrsbetriebe am Nachmittag die Arbeit nieder. Lediglich die Berliner Ringbahn befand sich in Betrieb, was eine Überfüllung der Züge zur Konsequenz hatte und den Eisenbahnunfall von Berlin Schönhauser Allee verursachte.
Bestattet wurde Walther Rathenau im Familiengrab auf dem in der Wuhlheide gelegenen landeseigenen Waldfriedhof des Berliner Ortsteils Oberschöneweide. Die Grabstätte wurde von seinem Vater, dem AEG-Gründer Emil Rathenau, dort angelegt, wo er auch selbst begraben liegt. Das Grab von Walther Rathenau ist als Ehrengrab der Stadt Berlin gekennzeichnet und mit einer Gedenktafel versehen. Die Familien-Grabanlage befindet sich im Feld I/1.

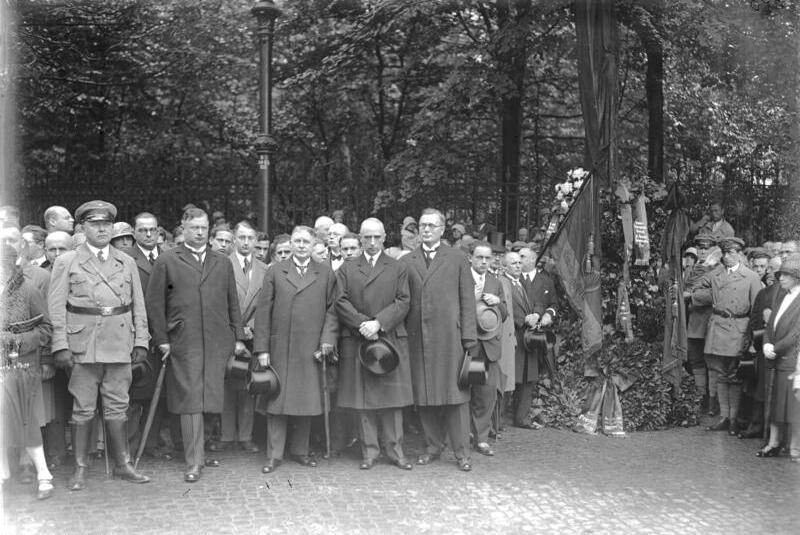
Enthüllung einer Rathenau-Gedenktafel am Tatort, Juni 1929; im Vordergrund Reichskanzler a. D. Wirth (x) und Reichswehrminister Wilhelm Groener (xx).

Reichspräsident Friedrich Ebert erließ noch am Tage der Ermordung Rathenaus eine Notverordnung zum Schutze der Republik, der am 21. Juli 1922 das Republikschutzgesetz folgte. Zugleich wurde das „Gesetz über Straffreiheit für politische Straftaten“ erlassen, die sogenannte „Rathenau-Amnestie“. War das Republikschutzgesetz vor allem als Schutzmaßnahme gegen den Rechtsextremismus intendiert, die alsbald zum – mit Ausnahme Bayerns – reichsweiten Verbot der NSDAP führte, sollte die Amnestie die harten Strafurteile korrigieren, die nach dem Mitteldeutschen Aufstand gegen die kommunistischen Aufrührer gefällt worden waren.
Die Reaktionen auf die Ermordung Rathenaus stärkten letztlich die Weimarer Republik. Während ihres Bestehens blieb der 24. Juni ein Tag des öffentlichen Gedenkens, wobei Rathenau zunehmend von der Arbeiterbewegung geehrt wurde. Das Deutschlandlied wurde zur Nationalhymne erhoben und der 11. August zum Verfassungstag erklärt. Rathenaus Tod erschien in der öffentlichen Erinnerung zunehmend als ein bewusst erlittenes Opfer für die Demokratie.
In der Zeit des Nationalsozialismus wurde das Andenken an Rathenau demonstrativ getilgt. Die Gedenktafel am Ort seiner Ermordung wurde entfernt.

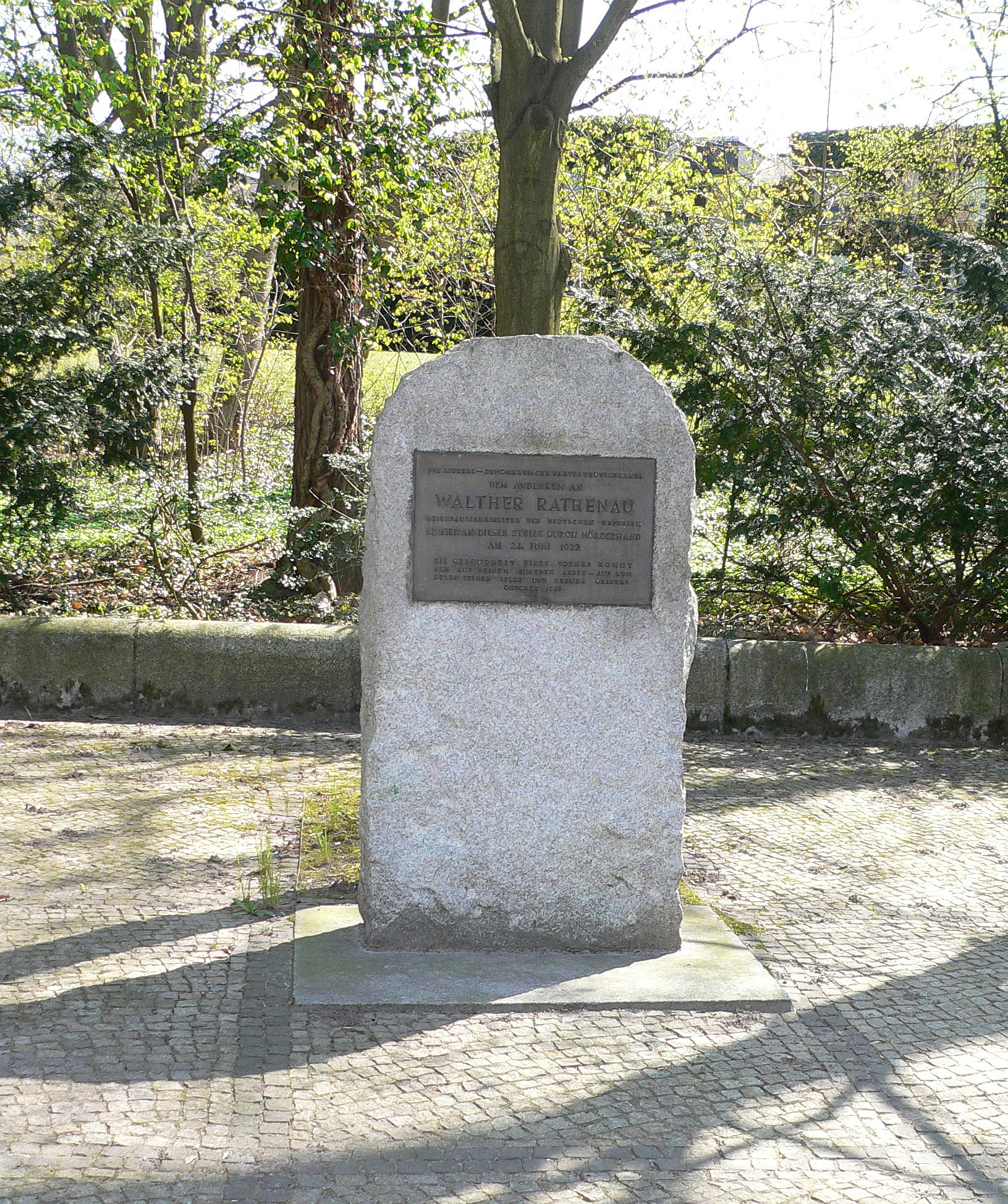
Gedenkstein für Walther Rathenau in der Koenigsallee

An die Ermordung Rathenaus erinnert ein am 23. Oktober 1946 von der Liberal-Demokratischen Partei Deutschlands gesetzter Gedenkstein in der Koenigsallee in Berlin-Grunewald.
Dem Andenken an

WALTHER RATHENAU

Reichsaußenminister der deutschen Republik

Er fiel an dieser Stelle durch Mörderhand

am 24. Juni 1922

Die Gesundheit eines Volkes

kommt nur aus seinem inneren Leben

Aus dem Leben seiner Seele und seines Geistes

Oktober 1946

## Rathenaus Modell einer Planwirtschaft
Rathenau entwarf im Zuge des Ersten Weltkrieges das ökonomische Modell der zentral gelenkten modernen Planwirtschaft. Seiner Auffassung nach hatte die freie Marktwirtschaft unter den Bedingungen des Krieges versagt, riesige Profite standen dem sozialen Elend gegenüber. Zudem drohte Deutschland unter fortwährenden Streiks und Klassenkämpfen zu kollabieren. Er verfügte als Präsident der AEG über die nötige konzerninterne Macht, ferner reichte Rathenaus Einfluss weit über dessen Konzern hinaus, so dass er die Idee der Einrichtung der sogenannten Kriegsrohstoffabteilung forcieren konnte, welche die Front und das Hinterland auf der Basis eines ausgefeilten Plans mit allem Notwendigen versorgen sollte.
Der russische kommunistische Politiker und Revolutionär Lenin nahm sich Rathenaus Modell der Planwirtschaft zum Vorbild, insbesondere, als er nach der streng zentralistischen Phase des sogenannten Kriegskommunismus Konzessionen an marktwirtschaftliche Elemente machte. Vorbild war Rathenau auch für Hitlers Rüstungsminister Albert Speer, der Rathenaus System in essenziellen Punkten kopierte: Privatinteressen von Rüstungsunternehmen zwang Speer hinter das politisch-militärische Gesamtinteresse des NS-Staates zurück.
Die Grundannahme in der Theorie des von Rathenau aufgestellten planwirtschaftlichen Modells besagt, dass der Markt und die zentrale staatliche Planung sich nicht unbedingt ausschließen müssen. Planwirtschaft lasse sich, daran glaubte nicht nur Rathenau, als notwendige Ergänzung zum Marktmechanismus begreifen. Sie könne dabei helfen, sowohl soziale Schieflagen zu vermeiden, als auch der Rohstoff- und Ressourcenverschwendung entgegenzutreten. Und sie sei ein Mittel gegen überzogene Profite.

## Persönliches

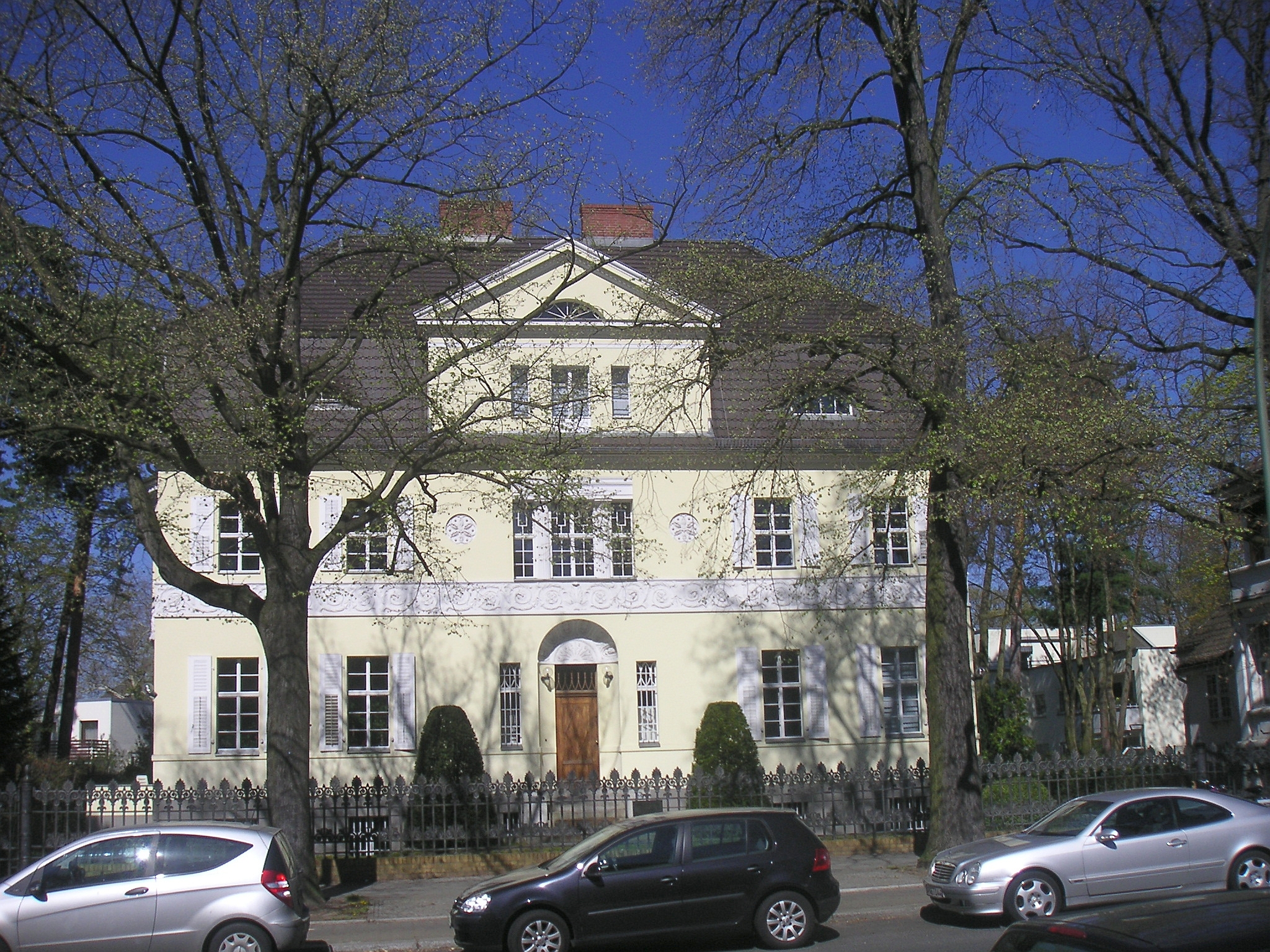
Die Villa Rathenau in der Berlin-Grunewald

Rathenau blieb zeitlebens unverheiratet. Die Tür der Villa, die er sich 1910 in der Koenigsallee 65 in Grunewald bei Berlin erbauen ließ, ist auffallend schmal – es sollte nur er allein hindurchgehen. Zwar lassen sich zwei Freundschaften zu unverheirateten Frauen nachweisen, nämlich zu Fanny Künstler im Jahre 1914 und ab 1918 zu Lore Karrenbrock. Beide zeigten deutliches Interesse an einer engeren Beziehung mit ihm, doch jedes Mal blieb Rathenau kühl bis abweisend. An Künstler schrieb er im September 1914, das Bedürfnis, sein Leben mit jemandem zu teilen, das er früher empfunden habe, habe er nunmehr überwunden: „Mein Herz ist nicht erkaltet, die Menschheit steht mir näher als früher, aber ich habe nichts mehr, was ich dem Einzelnen geben könnte.“ Aus dieser Haltung ist verschiedentlich der Schluss gezogen worden, Rathenau sei homosexuell gewesen. Der Schriftsteller Harry Wilde sieht in einer solchen Veranlagung gar den Schlüssel zu Rathenaus Persönlichkeit. Wenn er wirklich homosexuell war, dann war ihm laut Shulamit Volkov klar, dass er seine Neigung unbedingt verheimlichen musste: Als Jude und als offen Homosexueller hätte er die Karriere, die ihm im Kaiserreich gelang, nicht machen können. Vor diesem Hintergrund mag auch Rathenaus Kritik an Maximilian Harden zu verstehen sein, der sein Wissen darüber, wer in der Elite des Kaiserreichs heimlich homosexuell war, publizistisch ausschlachtete.
1909 erwarb Rathenau das verfallene Schloss Freienwalde in Bad Freienwalde, welches er vorwiegend als Sommersitz nutzte. Es beherbergt heute eine Rathenau-Ausstellung. Er hatte das heruntergekommene Anwesen der preußischen Krone abgekauft und es im Stil des Frühklassizismus aufwändig renovieren lassen. Obwohl mehr Museum als Wohnhaus, nutzte es Rathenau als Refugium zum Malen und Schreiben. Sein Elternhaus und spätere Stadtwohnung befand sich in der Viktoriastraße in Berlin-Tiergarten.
Große Teile des Dokumentennachlasses Walther Rathenaus – an die 70.000 Seiten Papier – wurden zunächst von den Nationalsozialisten beschlagnahmt und 1945 von einer sowjetischen Trophäenkommission nach Moskau überführt und dort dem „Sonderarchiv“ zugeordnet. Der Bestand steht der Forschung offen. Über die Rückgabe des Beutebestands an die Erben wurde erfolglos zwischen Deutschland und Russland verhandelt.
Teile von Rathenaus Gemäldesammlung gingen als Stiftung an das Frankfurter Städel-Museum. 1907 wurde Rathenau von Edvard Munch porträtiert.  Das Bild ist im Besitz der Stiftung Stadtmuseum Berlin und wird bis Herbst 2026 in der Berlinische Galerie gezeigt.

## Würdigungen (Auswahl)

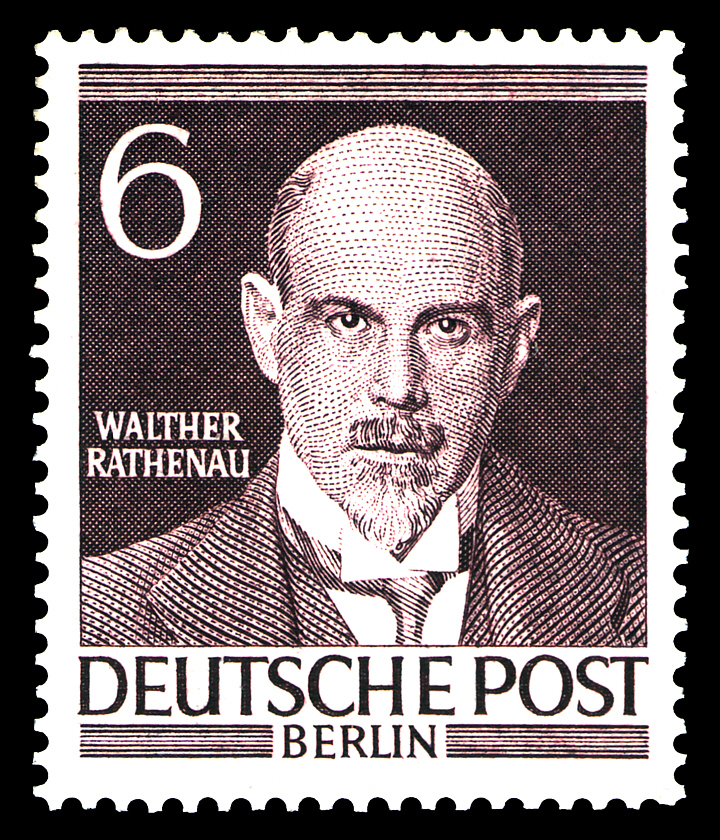
Briefmarke (1952) der Serie Männer aus der Geschichte Berlins

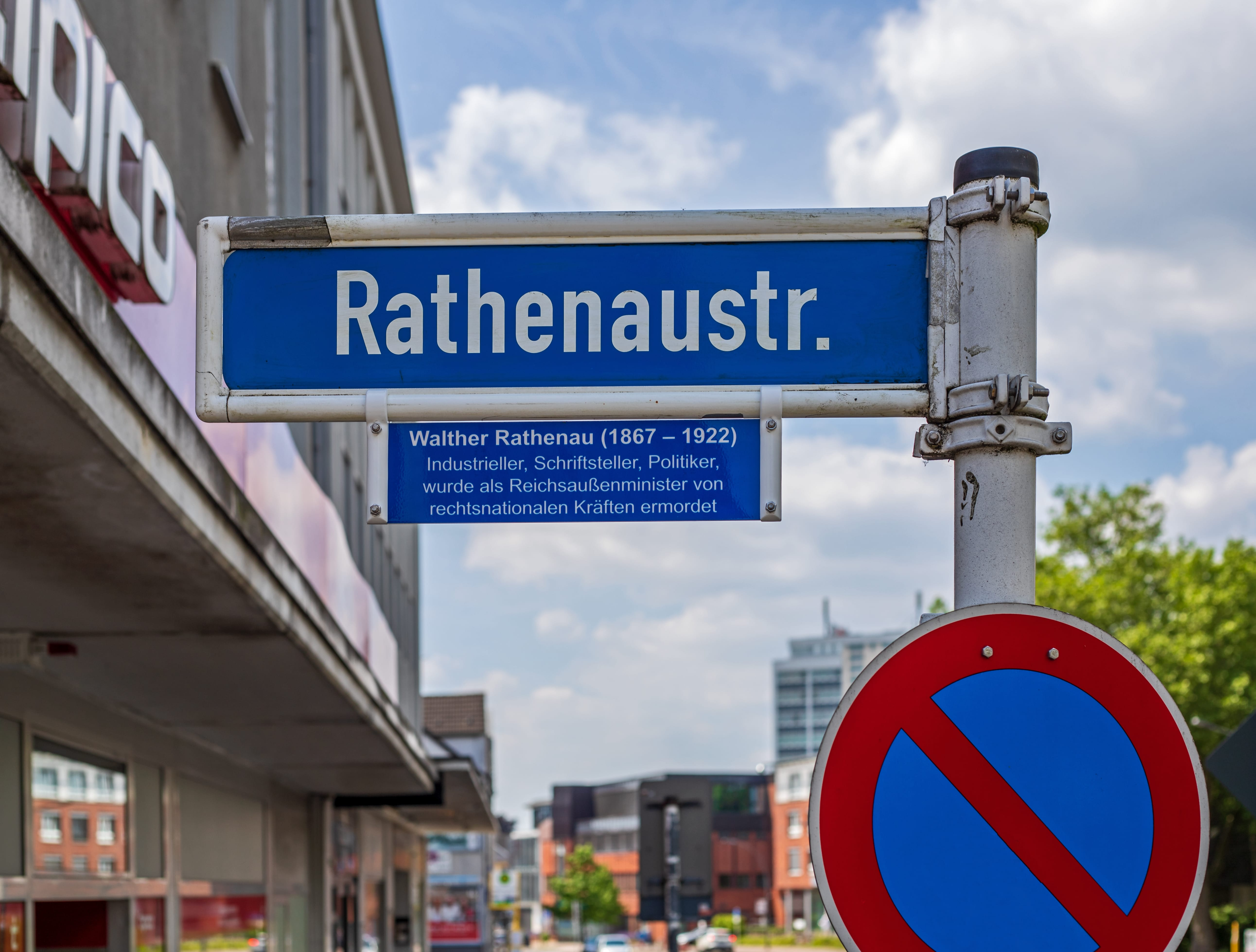
Die Rathenaustraße in Marl mit einem Legendenschild zu seinem Wirken

- 1922 wurde der Hindenburgplatz in Nürnberg auf Antrag der SPD-Stadtratsfraktion in Rathenauplatz umbenannt.[58]
- 1922 wurde in Hamburg eine im Rahmen der Alsterkanalisierung neu angelegte Straße nach ihm benannt: Rathenaustraße.
- 1923 benannte die Stadt Köln den Königsplatz gegenüber der Synagoge in der südlichen Neustadt in Rathenauplatz um.
- Seit 1930 ehrt der Rathenau-Brunnen im Volkspark Rehberge in Berlin-Wedding Rathenau und seinen Vater Emil. Nachdem das Denkmal bereits 1934 von den Nationalsozialisten entfernt wurde, konnte erst 1987 eine Rekonstruktion errichtet werden.
- 1946 wurde das Grunewald-Gymnasium in Berlin-Wilmersdorf in Walther-Rathenau-Gymnasium umbenannt.
- Der unweit des Ortes des Mordanschlages liegende Platz und wichtige Verkehrsknotenpunkt zwischen Koenigsallee, Hubertusallee, Kurfürstendamm und Halenseestraße in Berlin-Wilmersdorf wurde am 31. August 1957 anlässlich des 90. Geburtstags Rathenaus nach ihm benannt.
- 1967 stiftete der Unternehmer Hermann Carl Starck der Stadt Laufenburg zum 100. Geburtstag seines Mentors die „Rathenau-Anlage“ mit Kinderspielplatz am Andelsbach unmittelbar am Rhein-Ufer.[59]
- Seit 4. April 1978 trägt das Walther-Rathenau-Gymnasium und Realschule in Schweinfurt den Namen des Politikers.
- Am 29. September 1990 wurde der U-Bahnhof Rathenauplatz in Nürnberg eröffnet, in dem Porträts von Walther Rathenau und Theodor Herzl in anamorpher Fliesentechnik an den Wänden zu sehen sind.
- Weitere Plätze und Straßen in verschiedenen Städten tragen heute seinen Namen.
- Seit 2008 wird der vom Walther Rathenau Institut gestiftete Walther-Rathenau-Preis für besondere Verdienste im Bereich der internationalen Politik alljährlich in Berlin verliehen. Erster Träger war Hans-Dietrich Genscher.
- Die Deutsche Post AG brachte 2017 zum 150. Geburtstag Walther Rathenaus eine Briefmarke zu 2,50 € heraus.[60]

## Schriften (Auswahl)
- Impressionen. 1902.
- Reflexionen. 1908.

Walther Rathenau: Vom Aktienwesen. Eine geschäftliche Betrachtung

- Zur Kritik der Zeit. 1912 (Digitalisat).
- Zur Mechanik des Geistes. 1913. (Nachdruck 2010, Nabu Press, ISBN 978-1177780230)
- Vom Aktienwesen. Eine geschäftliche Betrachtung. Berlin 1917.
- Von kommenden Dingen. 1917 (Digitalisat).
- An Deutschlands Jugend. 1918 (überarbeitete Ausgabe: Maximilian Hörberg (Hrsg.), München 2009, ISBN 978-3-00-023407-1).
- Die neue Wirtschaft. 1918.
- Die neue Gesellschaft. 1919.
- Der neue Staat. S. Fischer, Berlin 1919.
- Der Kaiser. Eine Betrachtung. S. Fischer, Berlin 1919.
- Kritik der dreifachen Revolution. Apologie. S. Fischer, Berlin 1919.
- Demokratische Entwicklung. Vortrag am 28. Juni 1920. S. Fischer, Berlin 1920, 28 Seiten.
- Was wird werden? S. Fischer, Berlin 1920 (Digitalisat).
- Gesammelte Reden. S. Fischer, Berlin 1924 (Digitalisat).
- Briefe. 2 Bände, Reissner, Dresden 1926.
- Neue Briefe. Reissner, Dresden 1927.
- Politische Briefe. Reissner, Dresden 1929 (Digitalisat).
- Briefe an eine Liebende. Reissner, Dresden 1931.

Editionen
- Gesammelte Schriften. 5 Bände. Fischer, Berlin 1918 (Digitalisat).
  - Band 1: Zur Kritik der Zeit.
  - Band 2: Zur Mechanik der Geistes.
  - Band 3: Von kommenden Dingen.
  - Band 4: Aufsätze.
  - Band 5: Reden und Schriften aus Kriegszeit.
- Walther-Rathenau-Gesamtausgabe. 6 Bände. Hrsg. im Auftrag der Walther-Rathenau-Gesellschaft und des Bundesarchivs.
  - Band 1: Schriften der Wilhelminischen Zeit 1886–1914. Hrsg. von Alexander Jaser. Droste, Düsseldorf 2015, ISBN 978-3-7700-1630-3.
  - Band 2: Hauptwerke und Gespräche. Hrsg. von Ernst Schulin. Müller, München 1977, ISBN 3-7953-0501-2.
  - Band 3: Schriften der Kriegs- und Revolutionszeit 1914–1919. Hrsg. von Alexander Jaser und Wolfgang Michalka. Droste, Düsseldorf 2017, ISBN 978-3-7700-1631-0.
  - Band 5: Briefe 1871–1922. 2 Teilbände. Hrsg. von Alexander Jaser, Clemens Picht, Ernst Schulin. Droste, Düsseldorf 2006, ISBN 3-7700-1620-3.
  - Band 6. Walther Rathenau – Maximilian Harden. Briefwechsel 1897–1920. Hrsg. von Hans Dieter Hellige. Müller, München 1983, ISBN 3-7953-0505-5.
- Schriften und Reden. Hrsg. von Hans Werner Richter. Fischer, Frankfurt am Main 1964, ISBN 3-10-062904-3.
- Walther Rathenau – Wilhelm Schwaner. Eine Freundschaft im Widerspruch. Der Briefwechsel 1913–1922. Hrsg. von Gregor Hufenreuter, Christoph Knüppel. VBB, Berlin 2008, ISBN 978-3-86650-271-0.

### Zeitgenössische Erinnerungsschriften
- Etta Federn-Kohlhaas: Walther Rathenau. Sein Leben und Wirken. Reissner, Dresden 1927.
- Alfred Kerr: Walther Rathenau. Erinnerungen eines Freundes. Querido, Amsterdam 1935.
- Harry Graf Kessler: Walther Rathenau. Sein Leben und Werk. Klemm, Berlin-Grunewald 1928, online-Volltext auf Projekt Gutenberg-DE.
- Gerhard von Mutius (1872–1934): Zu Rathenaus Gedächtnis. Gedenkrede am zehnjährigen Todestag Rathenaus. In: Zeitschrift für Politik 22 (1932), S. 249–256.
- Stefan Zweig: Walther Rathenau. Gedächtnisbild. (1922). In: Ders.: Menschen und Schicksale. Hrsg. von Knut Beck. Fischer, Frankfurt am Main 1981, S. 255 ff.
- Stefan Zweig: Die Welt von Gestern. Erinnerungen eines Europäers. Bermann-Fischer, Stockholm 1942, S. 209 ff., 352 ff.

### Wissenschaftliche Arbeiten
- Peter Berglar: Walther Rathenau. Ein Leben zwischen Philosophie und Politik. Styria, Graz/Wien/Köln 1987, ISBN 3-222-11667-9.
- Peter Berglar: Walther Rathenau. Seine Zeit, sein Werk, seine Persönlichkeit. Schünemann, Bremen 1970, ISBN 3-7961-3011-9.
- Wolfgang Brenner: Walther Rathenau. Deutscher und Jude. Piper, München/Zürich 2005, ISBN 3-492-04758-0.
- Walter Delabar, Dieter Heimböckel (Hrsg.): Walther Rathenau. Der Phänotyp der Moderne. Literatur- und kulturwissenschaftliche Studien (= Moderne-Studien. Band 5). Aisthesis, Bielefeld 2009, ISBN 978-3-89528-716-9.
- David Felix: Walther Rathenau and the Weimar Republic. The Politics of Reparations. Johns Hopkins University Press, Baltimore 1971, ISBN 0-8018-1175-9, eingeschränkte Vorschau in der Google-Buchsuche.
- Lothar Gall: Walther Rathenau. Portrait einer Epoche. Beck, München 2009, ISBN 978-3-406-57628-7, eingeschränkte Vorschau in der Google-Buchsuche.
- Jörg Hentzschel-Fröhlings: Walther Rathenau als Politiker der Weimarer Republik (= Historische Studien. Band 490). Matthiesen, Husum 2007, ISBN 978-3-7868-1490-0.
- Nicolaus Heutger: Rathenau, Walther. In: Biographisch-Bibliographisches Kirchenlexikon (BBKL). Band 14, Bautz, Herzberg 1998, ISBN 3-88309-073-5, Sp. 1393–1398 (Artikel/Artikelanfang im Internet-Archive am 20020106064346). Online-Artikel. (Memento vom 6. Januar 2002 im Internet Archive).
- Wolther von Kieseritzky: Walther Rathenau. Liberaler Außenpolitiker und Wegbereiter der Demokratie (= Public History). Friedrich-Naumann-Stiftung für die Freiheit, Potsdam 2022, ISBN 978-3-9822020-8-2.
- Markus Krajewski: Restlosigkeit. Weltprojekte um 1900. Fischer, Frankfurt am Main 2006, ISBN 3-596-16779-5 (beleuchtet auf der Basis neuer Archivrecherchen u. a. Rathenaus Rolle in der Kriegsrohstoffabteilung und würdigt ihn als „Projektemacher“ um 1900).
- Christian Graf von Krockow: Walther Rathenau. In: Ders.: Porträts berühmter deutscher Männer. Von Martin Luther bis zur Gegenwart. List, Berlin 2001, ISBN 3-548-60447-1, S. 289–336.
- Hans F. Loeffler: Walther Rathenau. Ein Europäer im Kaiserreich. BWV, Berlin 1997, ISBN 3-87061-666-0.
- Wolfgang Michalka, Christiane Scheidemann: Walther Rathenau. Ernst Freiberger-Stiftung, Berlin 2006, ISBN 3-937233-46-6.
- Martin Sabrow: Rathenau, Walther. In: Neue Deutsche Biographie (NDB). Band 21, Duncker & Humblot, Berlin 2003, ISBN 3-428-11202-4, S. 174–176 (Digitalisat).
- Martin Sabrow: Der Rathenaumord. Rekonstruktion einer Verschwörung gegen die Republik von Weimar. (= Schriftenreihe der Vierteljahrshefte für Zeitgeschichte. Band 69). Oldenbourg, München 1994, ISBN 3-486-64569-2, eingeschränkte Vorschau in der Google-Buchsuche.
- Martin Sabrow: Mord und Mythos. Das Komplott gegen Walther Rathenau 1922. In: Alexander Demandt (Hrsg.): Das Attentat in der Geschichte. Böhlau, Köln 1996, ISBN 3-518-39436-3, S. 321–344.
- Martin Sabrow: Die Macht der Mythen. Walther Rathenau im öffentlichen Gedächtnis. Sechs Essays. Arsenal, Berlin 1998, ISBN 3-931109-11-9.
- Martin Sabrow: Die verdrängte Verschwörung. Der Rathenau-Mord und die deutsche Gegenrevolution. Fischer, Frankfurt am Main 1999, ISBN 3-596-14302-0, (beleuchtet auf Basis umfangreicher Recherchen die Hintergründe des Mordes an Rathenau sowie der folgenden Gerichtsverfahren).
  - Neuausgabe: Der Rathenaumord und die deutsche Gegenrevolution. Wallstein, Göttingen 2022. ISBN 978-3-8353-5174-5.
- Laura Said: „Ich hoffe, die Literaturgeschichte wird mir zehn Zeilen widmen“. Die Fiktionalisierungen Walther Rathenaus. Universitätsverlag Winter, Heidelberg 2016, ISBN 978-3-8253-6586-8.
- Christian Schölzel: Walther Rathenau. Eine Biographie. Schöningh, Paderborn/München/Wien 2006, ISBN 3-506-71393-0.
- Christian Schölzel: Walther Rathenau. Industrieller, Schriftsteller, Politiker (= Jüdische Miniaturen. Band 2). Hentrich & Hentrich, Treetz 2003, ISBN 3-933471-44-3.
- Ernst Schulin: Walther Rathenau. Repräsentant, Kritiker und Opfer seiner Zeit (= Persönlichkeit und Geschichte. Band 104). 2. Auflage. Muster-Schmidt, Göttingen/Zürich 1992, ISBN 3-7881-0104-0.
- Shulamit Volkov: Walther Rathenau. Ein jüdisches Leben in Deutschland. Aus dem Englischen von Ulla Höber. Beck, München 2012, ISBN 978-3-406-63926-5.
- Hans Wilderotter (Hrsg.): Walther Rathenau 1867–1922. Die Extreme berühren sich. Eine Ausstellung des Deutschen Historischen Museums in Zusammenarbeit mit dem Leo-Baeck-Institut, New York. Argon, Berlin 1993, ISBN 3-87024-250-7 (Katalog zur gleichnamigen Ausstellung im Deutschen Historischen Museum, Berlin, 9. Dezember 1993 – 8. Februar 1994[61]).

### Rathenau als literarische Figur
zeitlich
- Gerhart Hauptmann: Berliner Kriegs-Roman. In: Hans-Egon Hass (Hrsg.): Nachgelassene Werke, Fragmente. Sämtliche Werke (= Centenar-Ausgabe. Band 10). Propyläen, Berlin 1970.
- Artur Landsberger: Berlin ohne Juden. 1925 – Die Figur des Benno Oppenheim trägt deutliche Züge Rathenaus.
- Robert Musil: Der Mann ohne Eigenschaften. 1930 und 1932 – Die Figur des Doktor Paul Arnheim liefert ein teilweise intimes Porträt von Walther Rathenau.
- Alfred Neumann: Der Held. DVA, Stuttgart/Berlin 1930.
- Ernst von Salomon: Die Geächteten. Rowohlt, Berlin 1930.
- Friedrich Karl Kaul: Mord im Grunewald. Das Neue Berlin, Berlin 1953.
- Arthur Solmssen: Princess in Berlin. 1980 (auf Deutsch erschienen als: Berliner Reigen, 1981).
- Leonhard F. Seidl: Vom Untergang. Edition Nautilus, Hamburg 2022, ISBN 978-3-96054-285-8.
- Stephan Abarbanell: 10 Uhr 50, Grunewald. Roman. Blessing, München 2022.

## Filme
- Walther Rathenau – Außenminister und Industriekapitän. Dokumentation, Deutschland, 2002, 45 Min., Regie: Oliver Voss, Inhaltsangabe von Phoenix.
- Walther Rathenau – Untersuchung eines Attentats. Fernsehfilm, ARD/SDR, Erstsendung 18. Oktober 1967, 75 Min., Buch: Paul Mommertz, Regie: Franz Peter Wirth, Produktion: Bavaria-Film, Süddeutscher Rundfunk, u. a. mit Lina Carstens, fiktive Interviewserie der wichtigsten Beteiligten zur Rekonstruktion der Umstände des Attentats.
- Mord an Rathenau. Fernsehfilm, DDR, 1961, 82 Min., Regie: Max Jaap, Buch: Heinz Kamnitzer, Alexander Stenbock-Fermor, Produktion: DFF, mit Harry Hindemith in der Rolle von Walther Rathenau[62]